# Macierz opłacalności biznesu
Macierz opłacalności biznesu (ang. profitability matrix) – macierz należąca do grupy metod portfelowych opracowana przez Marakon Associates. Służy ona ocenie danego elementu działalności firmy (linia produkcyjna, dział, cała organizacja) pod kątem jego dalszego utrzymywania, rozwoju lub całkowitej rezygnacji.
W swojej podstawowej wersji Macierz Marakon Associates wskazuje zależność między ROE a tempem wzrostu rynku uwzględniając jednocześnie dwa ograniczenia:
1. Ograniczenie w wymiarze ROE, dzielące działalność na taką, w której zysk z zainwestowanego kapitału jest wyższy niż koszt kapitału oraz taką, w której sytuacja jest odwrotna – zysk z zainwestowanego kapitału jest niższy niż jego koszt.
2. Ograniczenie w wymiarze wzrostu rynku, dzielące biznesy na takie, których udział w rynku rośnie szybciej niż tempo wzrostu rynku oraz takie, które relatywnie tracą udział w rynku.

Macierz opłacalności biznesu prezentuje zależność między przepływem gotówki, udziałem w rynku oraz dochodowością produktów. Dzięki temu pozwala ona przeprowadzić symulację efektów zarówno zwiększonych nakładów na daną część działalności firmy, jak również agresywnego zwiększania udziałów w rynku czy ograniczenia kapitału. Tego rodzaju diagnoza pozwala oszacować, na ile poszczególne elementy funkcjonowania organizacji wykazują rentowność.